# Ischia bianco
L'Ischia bianco è un vino DOC la cui produzione è consentita nell'isola di Ischia (NA).

## Caratteristiche organolettiche
- colore: paglierino più o meno intenso.
- odore: vinoso, delicato, gradevole.
- sapore: asciutto, di giusto corpo, armonico.

## Abbinamenti consigliati
Generalmente per accompagnare la cucina tipica dell'isola di Ischia.

## Produzione
Provincia, stagione, volume in ettolitri
- Napoli  (1990/91)  719,36
- Napoli  (1991/92)  880,84
- Napoli  (1992/93)  1007,2
- Napoli  (1993/94)  1058,15
- Napoli  (1994/95)  1245,24
- Napoli  (1995/96)  1175,97
- Napoli  (1996/97)  1408,97